# Legenda dragostei
Legenda dragostei (titlul original: în bulgară Легенда за любовта, transliterat: Legenda za liubovta, în cehă Legenda o lásce) este un film de dragoste și fantezie de coproducție bulgaro-cehoslovac, realizat în 1957 de regizorul Václav Krška, 
după un subiect de Nazim Hikmet, protagoniști fiind actorii Vlasta Fialová, Jana Rybářová, Apostol Karamitev și František Smolík.

## Rezumat
Un izvor de apă este ascuns în Muntele de Fier, dar oamenii din Arzen nu pot ajunge la el și suferă de sete și lipsă de apă. Trebuie cu caravanele să se aducă apă în palatul prințesei Mehmene Banu. Șirin, sora prințesei, se îmbolnăvește și nimeni nu o poate ajuta. Un străin misterios promite că o va vindeca pe Șirin dacă prințesa va renunța la frumusețea ei și va construi un palat din aur și marmură. Mehmene Banu este de acord fără ezitare. Fața ei îmbătrânește chiar în acel moment și Șirin își revine din boală.
Artistul Ferhad face parte din echipa de lucru care construiește palatul. Ambele surori se îndrăgostesc de el, dar Ferhad are ochi doar pentru frumoasa Șirin. Prințesa este geloasă, dar îi promite lui Ferhad că o poate păstra pe Șirin dacă aduce apă la Arzen din Muntele de Fier. Ferhad este de acord cu toate că știe că această sarcină va dura ani de zile și nu o va vedea pe Șirin mult timp. Trec zece ani și Șirin primește permisiunea să-l aducă pe Ferhad înapoi. Ambii știu, însă, că nu pot fi fericiți dacă oamenii continuă să sufere de sete, așa că Ferhad își continuă căutarea. În cele din urmă, apa începe să țâșnească din Muntele de Fier.
Ferhad se întoarce în oraș și Mehmene Banu încă speră că îi va câștiga dragostea, deoarece Șirin a îmbătrânit în timpul absenței sale. La sfatul necunoscutului, ea se spală pe față în apa de pe munte și devine din nou frumoasă, dar Ferhad nu cedează farmecului ei pentru că o iubește încă credincioasa Șirin.

## Distribuție
- Vlasta Fialová – prințesa Mehmene Banu
- Jana Rybářová – Șirin, sora lui Mehmene Banu
- Apostol Karamitev – pictorul Ferhad
- František Smolík – străinul
- Otylie Beníšková – bona, mama pictorului Eșref
- František Kovářík – Behzad, tatăl lui Ferhad
- Josef Kotapiš – doctorul
- Stefan Petrov – maestrul șef
- Milos Kopecký – negustorul de covoare
- Hermína Vojtová – femeia cu băiețel
- Gustav Nezval –
- Kiril Ilinchev –
- Dossio Dossev –
- Lyubomir Dimitrov –
- Rudolf Deyl –
- Zdeněk Kampf – pictorul Eșref
- Přemysl Kočí – vizirul
- Dagmar Kofroňová – fata frumoasă

rolurile pentru varianta bulgară
- Emilya Radeva – Șirin
- Zheni Bozhinova – Mehmene Banu
- Andrey Chaprazov – vizirul

## Producție
Aceasta a fost prima coproducție ceho-bulgară. O versiune bulgară a fost realizată cu aceeași echipă și aceeași distribuție în roluri mai mici. Rolurile principale au fost înlocuite de Emiliya Radeva (Șirin), Zheni Bozhinova (Mekhmene Banu) și Andrei Chaprazov (vizirul). Filmul de basm Labakan (1957) a fost realizat în același timp folosind aceleași seturi de filmare.